# 阿尼奥斯
阿尼奥斯（法語：Agnos，法語發音：[aɲɔs]）是法国大西洋比利牛斯省的一个市镇，属于奥洛龙-圣玛丽区。

## 地理
阿尼奥斯（43°9'48.2"N, 0°37'15.0"W）占地面积9.18 平方千米，位于法国新阿基坦大区大西洋比利牛斯省，该省份为法国东南部省份，涵盖了贝阿恩与北巴斯克，西临大西洋比斯開灣，北至朗德省，东北接热尔省，东临上比利牛斯省，南与西班牙接壤。
与阿尼奥斯接壤的市镇（或旧市镇、城区）包括：昂斯-费阿斯、阿萨斯普-阿罗斯、比多斯、居尔芒松、奥洛龙-圣玛丽、昂斯。

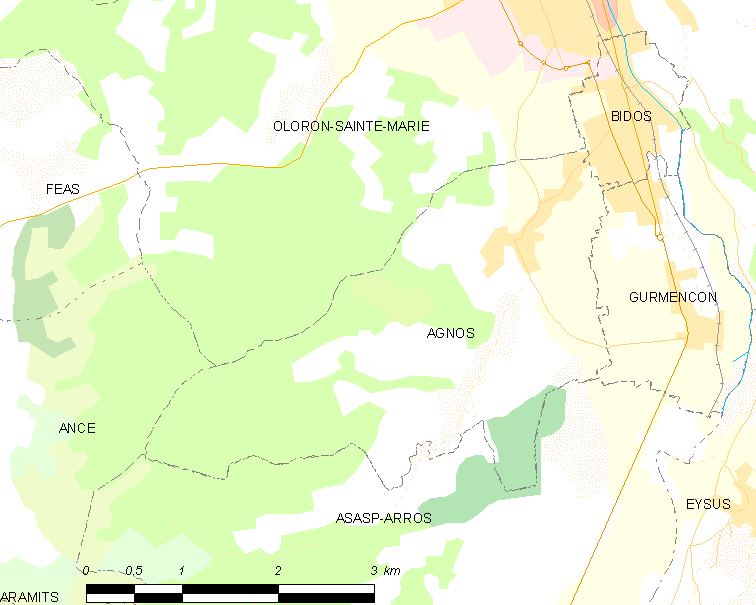
阿尼奥斯的OSM定位图

阿尼奥斯的时区为UTC+01:00、UTC+02:00（夏令时）。

## 行政
阿尼奥斯的邮政编码为64400，INSEE市镇编码为64007。

## 政治
阿尼奥斯所属的省级选区为奥洛龙-圣玛丽第一县。

## 人口

1962-2008年间阿尼奥斯人口变化图示

阿尼奥斯于2022年1月1日时的人口数量为1042人。